# Florence Harding
Florence Harding (n. 15 august 1860 - d. 21 noiembrie 1924) a fost soția lui Warren G. Harding, Președinte al Statelor Unite ale Americii. A fost Prima Doamnă a Statelor Unite ale Americii între 1921 și 1923.